# 栢樂（外港客運碼頭）停車場
栢樂（外港客運碼頭）停車場（Auto-Silo Pak Lok (Terminal Marítimo)），又稱：栢樂停車場、外港客運碼頭多層停車場，位於外港客運碼頭北側，設有兩層地庫並提供700多個輕型汽車和重型摩托車車位，於1994年啟用，自停車場啟用後每年澳門格蘭披治大賽車舉行期間，作為賽車維修站用途需臨時關閉並不對外開放，直至賽事完結和清場後才重新恢復對外開放。2017年8月23日，颱風天鴿正面吹襲澳門，十號風球高懸並帶來嚴重風暴潮，再加上氣象預警延誤和政府防災預警不足，導致位處低窪地區的多個停車場包括栢樂停車場被水淹浸，導致不少停泊於該停車場車主損失慘重，停車場需要搶修直至該年澳門格蘭披治大賽車賽事結束後才重開。

## 沿革
1994年5月，葡屬澳門政府刊登並通過第109/94/M號訓令《柏樂多層停車場之使用及經營規章事宜》，由馬萬祺家族旗下的澳門泊車管理有限公司經營。由兩層地庫組成，提供471個輕型汽車車位，當中411個為時鐘位，60個為留用車位，另設有300個重型摩托車車位。而在規章章程中列明在澳門大賽車賽事期間供大賽車籌備委員會在賽事期間之前後作專用，暫停向公眾開放。
2010年1月起，上述法規改由第238/2009號行政長官批示取代，批示名為核准《栢樂停車場（又稱外港客運碼頭停車場）之使用及經營規章》。
2015年10月30日，政府公佈刊登第333/2015號行政長官批示，廢止第238/2009號行政長官批示，內容為修改《栢樂（外港客運碼頭）停車場之使用及經營規章》，並於公佈後翌月起生效。當中包括調整停車場收費。
2018年4月20日，該停車場管理經營權連同其他四個公共停車場之管理及經營競投開標，12間參與的公司中，10間被接納，1間不被接納，1間被有條件接納，須於4月23日(周一)下午4時30分前補交文件，5時隨即重開開標會議，就投標人所補交的文件作出處理。參與競投的公司提出每三個月的基準回報金介乎澳門幣121萬3千3百元至288萬元不等。
2018年8月27日，政府刊登行政長官批示，並修改《栢樂（外港客運碼頭）停車場之使用及經營規章》第一條，在發出八號或以上熱帶氣旋信號或發出第3級別／橙色或以上風暴潮警告時，停車場在隨後一小時關閉。
2021年10月12日，政府再修改在發出颱風信號及風暴潮警告時的停用安排，其中栢樂停車場改為在當發出八號或以上熱帶氣旋信號且發出第2級別/黃色或以上風暴警告時隨後90分鐘關閉。

## 建築結構
栢樂（外港客運碼頭）停車場位於外港客運碼頭旁北側的地庫停車場，合共2層，提供711個時鐘車位，包括411個輕型汽車車位和300個重型及輕型摩托車車位。

## 事件

### 颱風天鴿
2017年8月23日，超強颱風天鴿正面吹襲澳門，為澳門帶來嚴重的狂風和風暴潮，其中該停車場被“天鴿”帶來的嚴重風暴潮受到不同程度的淹浸，導致所有停泊在該停車場的車輛報銷。
在善後工作方面，交通事務局於2017年8月27日完成地下隧道抽排水工作並開放予行人通行，而地庫層積水及扶手電梯等設施仍需時跟進。
2017年9月5日至10日，交通事務局安排人員協助車主辦理註銷車輛的簡便手續。
2017年10月24日，澳門格蘭披治大賽車組織委員會表示，栢樂停車場的維修工作即將竣工，絕不會影響第64屆大賽車賽事活動舉行，相關的工作亦正有序進行。
2017年11月24日18:00，受颱風“天鴿”吹襲以及澳門格蘭披治大賽車舉行而暫停對外開放的栢樂停車場，在大賽車後恢復工作進度理想，交通事務局在完成場地交收工作後恢復對外開放。